# 館恵美
館 恵美（たち えみ、1987年4月5日 - ）は、日本の元タレント、元モデル、元グラビアアイドルである。東京都出身。

## 人物・来歴
- 趣味はバイク、スケボー。
- 腕相撲が強い。
- 内装職（壁紙）、ハウスクリーニングの経験がある。
- 芸能界で特に仲がいいのは、グラビアアイドルの丸高愛実や中山恵、明日花キララなど。
- 嬢王3 〜Special Edition〜 の共演者とはプライベートでも一緒に遊ぶことが多い。

## 出演

### テレビ
- 原口あきまさの今がぱちドキッ!（TOKYO MX）
- ビキスポ!（スカパー!　MONDO TV）
- 全力坂（テレビ朝日）
- 杉浦幸のぱちんこPARK（スカパー! ビクトリーチャンネル）
- 『ぷっ』すま（テレビ朝日）B89(E)W68H？と表記
- さまぁ〜ずのヤリタ☆ガ〜リ〜（TBS）
- ひみつの嵐ちゃん（TBS）
- マルさまぁ〜ず（TBS）
- お願い!ランキング （テレビ朝日）
- ガールズトレイン
- グラドルアスリート（スカパー! エンタ!371）
- 召しませランジェリー（スカパー! エンタ!371）
- ホメられてピカルくんSP
- 新知識階級 クマグス（TBS）
- ピラメキーノ（テレビ東京）
- 関ジャニの仕分け∞（テレビ朝日）
- THEわれめDEポン（フジテレビONE）

### ドラマ
- 嬢王3 〜Special Edition〜（テレビ東京） - ココ役
- 警視庁捜査一課9係（テレビ朝日）
- 撮らないで下さい!!グラビアアイドル裏物語（テレビ東京） - タチエミ役

### ラジオ
- まだまだゴチャ・まぜっ!〜集まれヤンヤン〜（MBSラジオ、2011年4月23日 - 2012年4月14日）

### 舞台
- 月光の不安（2010年8月4日〜8月8日、日舞の先生役）

## 作品

### DVD
- emiの微笑み（2010年6月4日、アースゲート）
- 館恵美 絶対ナイショ（2011年2月25日、竹書房）

## 書籍

### 雑誌
- 週刊実話
- ヤングジャンプ